# Alireza Shapour Shahbazi

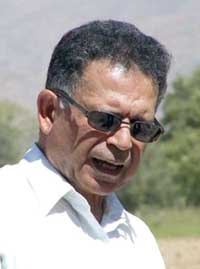
Shapour Shahbazi

Alireza Shapour Shahbazi oder Alireza Schapour Schahbazi (persisch علیرضا شاپور شهبازی) (* 4. September 1942 in Schiras; † 15. Juli 2006 in Washington, D.C.), war ein iranischer Iranologe, Historiker und Universitätsprofessor. Er war Professor an der Universität Schiras, Universität Teheran, Universität London, Georg-August-Universität Göttingen, Eastern Oregon University, Columbia University und Harvard University. Shahbazi hat sich vor allem mit der vorislamischen persischen Geschichte befasst und unter anderem mehrere Artikel für die Encyclopædia Iranica verfasst.